# انکائینید
انکائینید (انگلیسی: Encainide) یک عامل ضد آریتمی کلاس Ic است. امروزه به دلیل عوارض جانبی مکرر پروآریتمیک دیگر از آن استفاده نمی شود.